# لو موند
لو موند (به فرانسوی: Le Monde) به معنی جهان، یکی از مهم‌ترین روزنامه‌های اروپا و معتبرترین روزنامه فرانسه است. این روزنامه توسط هوبرت بوومری و به درخواست شارل دو گل، در ۱۹ دسامبر ۱۹۴۴ و پس از آزادی فرانسه در جنگ جهانی دوم تأسیس شد.
لو موند روزنامه عصر بوده و تیراژ آن در سال ۲۰۱۱، بالغ بر ۳۲۵۵۹۲ نسخه بوده‌است. از نظر سیاسی این روزنامه، چپ میانه می‌باشد. روزنامه لو موند نباید با ماهنامه لو موند دیپلماتیک اشتباه گرفته شود. اگر چه گروه لو موند ۵۱٪ مالکیت لو موند دیپلماتیک را داراست، اما هریک دارای گروه ویراستاری مستقل هستند.